# Malcoha pitbrú
El malcoha pitbrú (Phaenicophaeus curvirostris) és una espècie d'ocell de la família dels cucúlids (Cuculidae) que habita zones boscoses de la Península Malaia, Sumatra, Borneo, Java, Bali, i les Filipines més occidentals. 
Alguns autors han separat recentment la població de les illes Mentawai en una espècie diferent, Phaenicophaeus oeneicaudus.